# Granville (Nueva York)
Granville es un pueblo ubicado en el condado de Washington en el estado estadounidense de Nueva York. En el año 2000 tenía una población de 6,456 habitantes y una densidad poblacional de 44 personas por km².

## Geografía
Granville se encuentra ubicado en las coordenadas 43°25′20″N 73°18′20″O / 43.42222, -73.30556.

## Demografía
Según la Oficina del Censo en 2000 los ingresos medios por hogar en la localidad eran de $36,128, y los ingresos medios por familia eran $39,486. Los hombres tenían unos ingresos medios de $30,177 frente a los $20,128 para las mujeres. La renta per cápita para la localidad era de $16,335. Alrededor del 11.5% de la población estaban por debajo del umbral de pobreza.